# Виламонтања (Тренто)
Виламонтања је насеље у Италији у округу Тренто, региону Трентино-Јужни Тирол.
Према процени из 2011. у насељу је живело 744 становника. Насеље се налази на надморској висини од 580 м.